# AEパフォス
AEPパフォス (AEP Paphos (ギリシア語: Αθλητική Ένωση Πάφος, Athlitiki Enosi Pafos; "Athletic Union Paphos")) は、かつてキプロス・パフォスを本拠地に活動していたサッカークラブである。

## 歴史
もともとパフォスにはAPOPとエヴァゴラスという2つのクラブが存在し、共にファーストディビジョンやセカンドディビジョンに在籍していた。しかし他の都市のクラブのように1部リーグ常連という訳ではなかったため、強いクラブを望んだポーターの要望を受けて2つのクラブは合併しAEパフォスが発足した。
2つのクラブがAEパフォスを結成するために参加したとき、APOPは1部に、エヴァゴラスは2部に在籍していた。AEパフォスはAPOPの歴史を引き継ぐ形で1部リーグに参戦した。
クラブはしばらく第1部に残っていたが、2005年に2部に降格した。2005-06シーズンは2部ならがらキプロスカップの準々決勝に進出した。同じシーズンに、AEパフォスはセカンドディビジョンで優勝を果たし、ファーストディビジョンに昇格した。しかし低調な成績に終わり1年での再降格を余儀なくされた。
2014年6月9日、AEパフォスはAEククリアと合併し、新クラブ・パフォスFCとして発展的に解消した。

## タイトル
- キプロス・セカンドディビジョン : 2回
  - 2006, 2008

## 歴代所属選手
- ジョルジュ・テイシェイラ 2009
- アトス・プーリェ 2010-2011
- アルトゥル・コテンコ 2010-2011
- エドワルド・マルケス 2010-2011
- アンドレジーニョ 2012
- マノロ・レイナ 2012-2013

## 歴代監督
- ラドミロ・イバンチェビッチ 2002-2003
- ミオドラグ・ボージョヴィッチ 2004-2005